# Harpàlice (mitologia)
Harpàlice (en grec antic Ἀρπαλύκη), segons la mitologia grega, va ser filla del rei Harpàlic, de Tràcia.
La seva mare va morir quan ella era molt petita i el seu pare l'alimentà amb llet de vaca i d'euga, i la va acostumar a combatre. Com que no tenia descendència masculina, Harpàlic volia trobar en aquesta filla un successor. Harpàlice va trobar que aquesta vida li anava bé i es va convertir en forta i destra en l'ús de les armes. Durant un atac contra Harpàlic per part dels getes (els bàrbars de les planes del Danubi) o potser pels companys de Neoptòlem quan tornaven de la guerra de Troia el rei va trobar-se envoltat per l'enemic i el van ferir greument. Però Harpàlice va aparèixer i lliurà el seu pare d'una mort segura. Més tard, Harpàlic va ser expulsat del seu reialme per una sedició que ell mateix havia provocat, degut al seu caràcter cruel. El rei es va retirar al bosc amb la seva filla. Ella ajudava el seu pare en tot allò que necessitava: caçava i feia incursions als estables veïns. Els pastors, cansats del saqueig, van parar-li trampes com si fos una fera salvatge, la van capturar amb una xarxa i la van matar. Però la seva mort va provocar baralles sagnants. Quan es van apoderar d'Harpàlice, la noia duia un cabrit, procedent del seu últim robatori. Els pastors es van posar a discutir pel cabrit d'una manera tan aferrissada que alguns d'ells van morir. Es va erigir una tomba per la nois i se li va retre culte. En les festes que se celebraven en honor seu es feien simulacres de lluites, en record, segons dèien, de les lluites que havien seguit a la mort de la noia.
Una altra Harpàlice és la que comet incest amb el seu pare Climen. Segons les versions, Harpàlice desesperada després del fet, es va transformar en ocell nocturn, o bé es va suïcidar o Climen la va matar.
Un satèl·lit Harpàlice, porta el seu nom.